# 諾氏砂鰩
雀斑砂鰩（學名：Psammobatis normani），為軟骨魚綱鰩目單鰭鰩科砂鰩屬的一種，分布於東南太平洋智利及西南大西洋阿根廷及烏拉圭海域，深度可達121公尺，體長可達58公分，體重可達1.4公斤，棲息在軟底質海域，為底棲性魚類，屬肉食性，卵生, 卵囊為長方形具有僵硬的觸角，幼魚可能傾向於跟隨較大的個體，生活習性不明。